# Kento Miyaura
Kento Miyaura (jap. 宮浦 健人 Miyaura Kento; ur. 22 lutego 1999 w Kumamoto) – japoński siatkarz, grający na pozycji atakującego, reprezentant Japonii.

## Sukcesy klubowe
Puchar Cesarza:
- 2020[6]

Turniej Kurowashiki:
- 2022

Liga japońska:
- 2025[7]

## Sukcesy reprezentacyjne
Mistrzostwa Azji Kadetów:
- 2017[8]

Mistrzostwa Świata Kadetów:
- 2017[9]

Puchar Azji:
- 2018

Mistrzostwa Azji U-23:
- 2019

Mistrzostwa Azji:
- 2023[10]
- 2021[11]

Liga Narodów:
- 2024[12]
- 2023[13]

## Nagrody indywidualne
- 2017: MVP Mistrzostw Azji Kadetów[14]
- 2021: Najlepszy atakujący Mistrzostw Azji[15]